# BAS Beograd
BAS Beograd (code BELEX : BASB) est une entreprise serbe qui a son siège à Belgrade, la capitale de la Serbie. Elle travaille dans le secteur des transports.
BAS est un acronyme pour Beogradska autobuska stanica (Београдска аутобуска станица), « Station de bus de Belgrade ».

## Historique

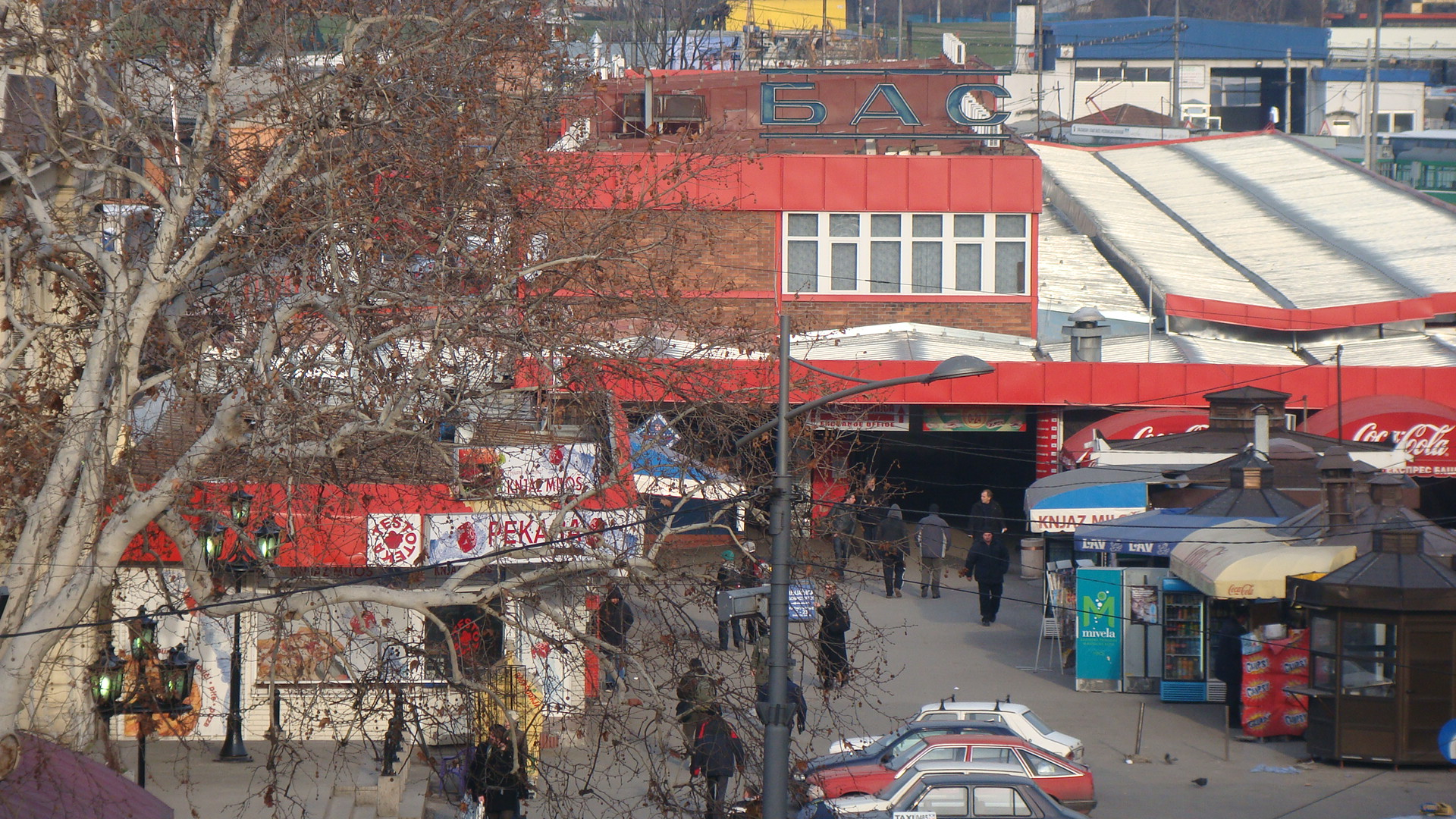
La gare d'autobus de Belgrade (BAS)

BAS Beograd a été créée le 3 mars 1966. La société a été admise au marché non régulé de la Bourse de Belgrade le 24 avril 2007 ; elle en a été exclue le 21 décembre 2012 et a été admise au marché réglementé.

## Activités
BAS Beograd travaille principalement dans le transport par autocars ; son réseau couvre les pays de l'ex-Yougoslavie, ainsi que 17 autres pays européens. Autour de cette activité principale se sont, avec le temps, développées d'autres activités dans le domaine du tourisme, comme l'hôtellerie ou la restauration.

## Données boursières
Le 20 janvier 2013, l'action de BAS Beograd valait 898 RSD (7,83 EUR). Elle a connu son cours le plus élevé, soit 3 005 RSD (26,21 EUR), le 8 mai 2007 et son cours le plus bas, soit 630 RSD (5,49 EUR), le 12 mai 2010.
Le capital de BAS Beograd est détenu à hauteur de 55,43 % par des personnes physiques et à hauteur de 43,36 % par des entités légales, dont 30,31 % par l'Akcionarski fond Beograd et 10 % par le PIO fond RS.